# Angioqueratoma de Fordyce

Angioqueratoma de Fordyce. Múltiples lesiones localizadas en el escroto.

El angioqueratoma de Fordyce es una lesión de la piel de carácter benigno, no infecciosa ni contagiosa, que se manifiesta como pequeñas elevaciones o pápulas de tamaño comprendido entre  0.1 y 0.4 cm de diámetro. Se presentan en el pene, escroto, vulva o muslos. Son más frecuentes en varones y no deben confundirse con las manchas de Fordyce que son otra entidad diferente.

## Descripción
Se llama angioqueratoma a una lesión de la piel neoformativa que está formada por pequeños vasos sanguíneos dilatados, recubiertos por tejido hiperqueratósico, lo que le da a la lesión un color azulado o negruzco. Cuando el angioqueratoma se localiza en la zona genital, se considera una variedad particular que se denomina angioqueratoma de Fordyce, recibe su nombre en honor del dermatólogo norteamericano John Addison Fordyce (1858-1925) que fue el primero en realizar la descripción.  El diagnóstico se basa en el aspecto de la lesión y la biopsia si es necesario. Se trata de un proceso benigno que no provoca complicaciones y se considera generalmente una patología banal.